# Meticilina
La Meticilina (DCI), es un antibiótico betalactámico de espectro reducido del grupo de las penicilinas. Fue desarrollado por la compañía Beecham en 1959. Fue usado anteriormente para el tratamiento de infecciones causadas por bacterias gram positivas productoras de betalactamasa como el Staphylococcus aureus, pero actualmente no es usado clínicamente. Su papel como antibiótico ha sido ampliamente reemplazado por la flucloxacilina y dicloxacilina, sin embargo el término «Staphylococcus aureus meticilino resistente» (EAMR o SARM) continúa siendo usado para describir cepas de Staphylococcus aureus resistentes a penicilina. La Meticilina dejó de ser usada debido a que penicilinas similares y más estables como la oxacilina flucloxacilina y dicloxacilina la remplazaron en la práctica clínica.

## Mecanismo de acción
Como los otros antibióticos betalactámicos la meticilina actúa inhibiendo la síntesis de la pared celular bacteriana. Evita la formación de enlaces cruzados entre las cadenas poliméricas de peptidoglicano lineal las cuales son un componente importante de la pared celular de las bacterias gram positivas. Actúa mediante la unión e inhibición competitiva de la enzima transpeptidasa usada por la bacteria para generar los enlaces cruzados (D-alanil-alanina) usados en la síntesis del peptidoglicano. La meticilina y otros antibíoticos betalactámicos son análogos estructurales de la D-alanil-alanina, y las enzimas transpeptidasas que se unen a ella, son llamadas «proteínas de unión a la penicilina» (PUP).

## Resistencia a betalactamasa
La meticilina es resistente a la enzima betalactamasa (también conocida como penicilinasa), secretada por muchas bacterias resistentes. La presencia del grupo orto-dimetoxifenil directamente unido a la cadena lateral carbonilo del núcleo de la penicilina, facilita la resistencia a betalactamasa, debido a que esta enzimas son relativamente intolerantes a la resistencia estérica de esta cadena lateral. Por ello es capaz de unirse a las proteínas de ligarse a la penicilina (PUP) e inhibir la unión cruzada a los peptidoglicanos, sin unirse o inactivarse a causa de la betalactamasa.

## Uso clínico
La meticilina no se usa para el tratamiento de pacientes debido a su perfil desfavorable de efectos adversos. Pero, es usada en el laboratorio para determinar la sensibilidad antibiótica de Staphylococcus aureus para otras penicilinas no sensibles a betalactamasa.